# باربیه دومنار

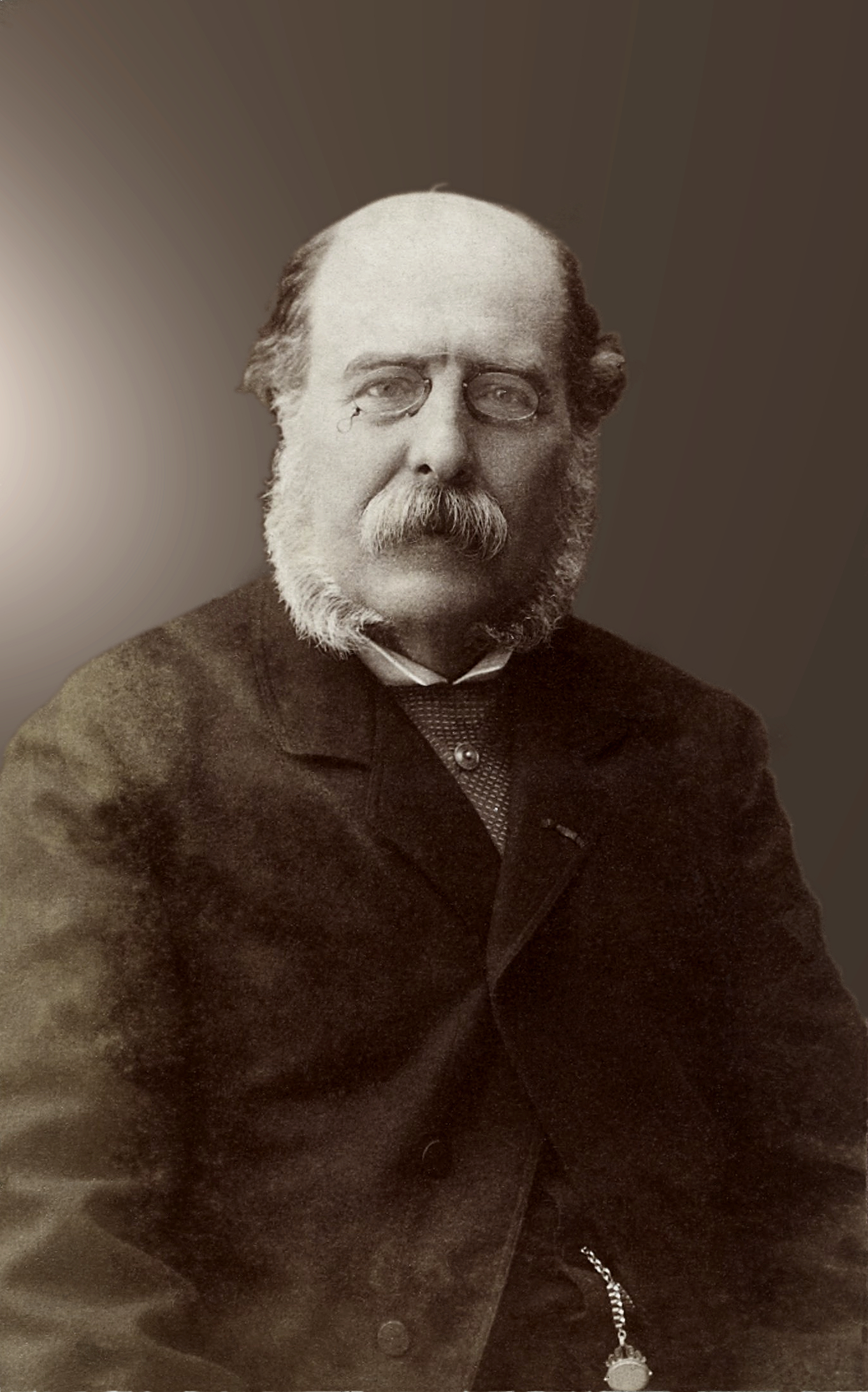
Charles Barbier de Meynard

شارل آدرین باربیه دومنار (به فرانسوی: Charles Barbier de Meynard) ‏ (۱۸۲۶–۱۹۰۸)، خاورشناس فرانسوی و متخصص زبان و ادبیات فارسی، عربی و ترکی.
خانواده‌اش مدت‌ها در خاورزمین اقامت داشتند، و او در ششم فوریه ۱۸۲۶ در مسیر قسطنطنیه به مارسی بر روی کشتی متولد شد. وی پس از تحصیلات در مدرسه لوئی لوگران به کلژ دوفرانس وارد شد و تحت نظر ژول مول به تحصیل زبان و ادبیات فارسی پرداخت و از شاگردان برجستهٔ او گردید. در سال ۱۸۵۲ وزارت خارجه فرانسه او را به سمت مترجم به کنسولگری اورشلیم مأمور کرد. وی در آنجا هم به فراگیری زبان‌های عربی و ترکی پرداخت. سال بعد او را همراه با هیئت کنت دو گوبینو به ایران فرستادند، و وی در مدت اقامت در تهران تحصیل زبان و ادب فارسی را نزد یکی از علمای تهران دنبال کرد و در آن هم مبرز شد.
با درگذشت پروفسور دوبو، استاد زبان ترکی مدرسه زبان‌های شرقی در پاریس، در سال ۱۸۶۳ دومنار به جای او انتخاب شد. پس از درگذشت ژول مول، استاد کرسی زبان فارسی کلژ دوفرانس، در سال ۱۸۷۵ هیئت استادان باربیه دومنار را که از شاگردان برجسته وی بود، برای تدریس زبان و ادبیات فارسی برگزید. باز با درگذشت ستانیس‌لاس گویار، استاد زبان و ادبیات عربی، در ۱۸۸۵ مجمع استادان انجمن آسیایی پاریس باربیه دومنار را به جای وی گمارد.
باربیه دومنار مدت طولانی در انجمن آسیایی پاریس تدریس می‌کرد و با نشریه انجمن همکاری داشت. از سال ۱۸۸۲ به سمت نایب رئیس انجمن انتخاب شد و در ۱۸۹۲ به جای ارنست رنان به ریاست انجمن آسیایی پاریس رسید. باربیه دومنار در سال ۱۸۷۸ به جای دو اسلان به عضویت فرهنگستان کتیبه‌ها و ادبیات انتخاب شد. وی در سال ۱۹۰۵ در کنگره جهانی خاورشناسان در الجزیره به عنوان نماینده دولت فرانسه شرکت کرد و بسیار مورد احترام خاورشناسان واقع گردید و سخنرانی او ستایش و تحسین فراوانی برانگیخت.
باربیه دومنار دانشمندی پرکار و ادیبی فرزانه بود، و پشتکار شگفت را با شجاعت ادبی و بلاغتی کم‌نظیر همراه داشت. در تاْلیف و ترجمه و تدریس صاحب سلیقه‌ای ممتاز بود، ضمن آن که در مدیریت و تدریس نیز ماهر و سخنوری مبرز بود. با این همه فروتن بود و عاشق کلاس درس، و زندگی‌اش را وقف تعلیم و تربیت شاگردانش کرده بود.

## فهرست آثار
- فرهنگ جغرافیایی و تاریخی و ادبی ایران و نواحی همجوار، ۱۸۶۱:

خلاصه‌ای است از معجم‌البلدان یاقوت حموی و کتاب‌های دیگر عربی و فارسی.
- فرهنگ ترکی به فرانسه، در دو جلد، ۸۶–۱۸۸۱
- منظره ادبی خراسان و پیرامون
- بیان وضع جغرافیایی شهر قزوین
- رساله دربارهٔ محمد بن حسن شیبانی، فقیه حنفی، قرن پنجم هجری
- سید حمیری، شرح حال یک شاعر قرن دوم هجری، ۱۸۷۵
- ابوالقاسم حلی (حاوی منتخب قوانین مذهب شیعه)، ۲ جلد، ۱۸۹۲
- اطواق الذهب زمحشری و بیان افکار او، ۱۸۷۶
- ترجمه المنفذ من الضلال امام محمد غزالی به فرانسوی، ۱۸۷۶
- ترجمه جلد هفتم شاهنامه (ادامهٔ ترجمهٔ ژول مول)، ۱۸۷۶
- ترجمه مروج‌الذهب مسعودی، با توضیحات و حواشی، ۱۸۶۷–۱۸۸۷:

این کتاب از شاهکارهای ترجمه دومنار، و حاوی اطلاعات مربوط به قرون اولیه هجری، و حکایاتی دربارهٔ خلفا و تشریفات دربار آنها و تاریخ قرنهای اول اسلام و پیش از اسلام ایران و کشورهای همسایه است.
- ترجمه بوستان سعدی به فرانسوی، ۱۸۸۰
- ترجمه سه کمدی ایرانی از فتحعلی آخوندزاده، ۱۸۸۶–۸۹
- ترجمه کلیله و دمنه یا داستان‌های بیدپای هندی